# Toga

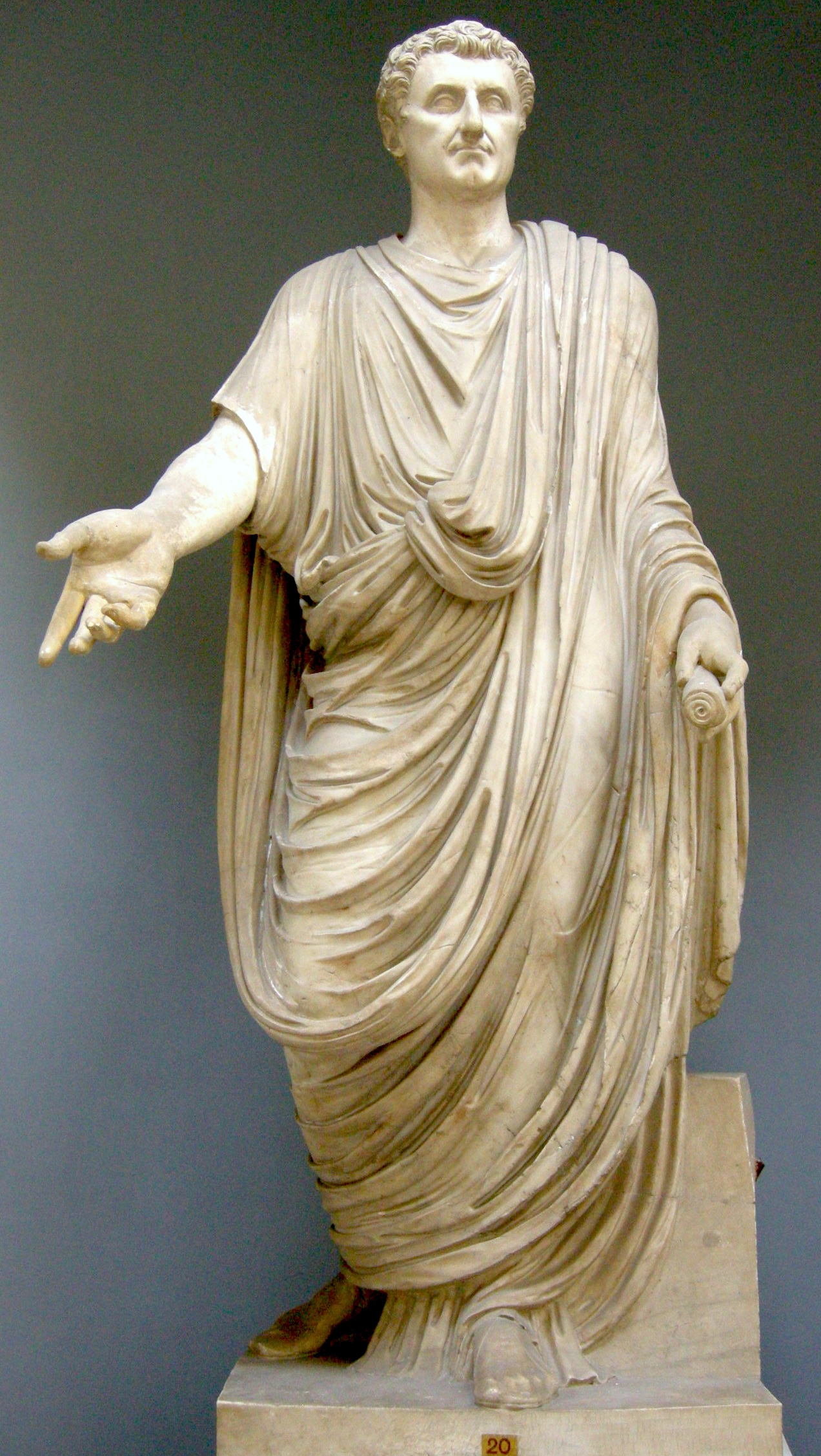
Estatua de personaje vestido con una toga

La toga era una prenda característica y distintiva de la Antigua Roma, el vestido nacional de los romanos en tiempos de paz, cuya importancia cobró relevancia en el transcurso del tiempo por la forma y la disposición adoptada así como por su significado intrínseco. Era un símbolo social que definía la categoría del portador frente a la gente que no podía disfrutar de este privilegio. También simbolizaba la mayoría de edad y se utilizaba en la asistencia al foro, al circo, a las asambleas, en el desempeño de las magistraturas o en las ceremonias religiosas.

## Origen
Según los autores romanos, su origen era etrusco o lidio. Su etimología en español proviene del latín toga, derivada del término de raíz indoeuropea tegere, con el significado en latín de «cubrir, proteger.» Se consideraba una prenda formal y, en general, estaba reservada a los ciudadanos. Los romanos la consideraban distintiva y exclusiva de ellos, de ahí la descripción poética de Virgilio y Marcial de los romanos como gens togata (pueblo que usa toga).«A los romanos, señores del mundo y gente togada, los hace aquel que ha dado los astros a su augusto padre» afirmará Marcial (Epigramas, libro XIV, CXXIV).

## Descripción
Consiste en una larga tela aproximadamente semicircular de entre 3,5 y 6 m de largo que se colocaba sobre los hombros y alrededor del cuerpo. Normalmente se tejía con lana blanca y se vestía sobre una túnica. Según la tradición romana, se decía que era la vestimenta preferida de Rómulo, el fundador de Roma, y que la vestían ambos sexos y los ciudadanos militares. A medida que las mujeres romanas fueron adoptando la stola, la toga se convirtió en una prenda formal para los ciudadanos romanos varones. Las mujeres que ejercían la prostitución, que podían utilizar la toga muliebris, serían la principal excepción a esta regla. El tipo de toga utilizada reflejaba el rango de un ciudadano en la jerarquía civil. Diversas leyes y costumbres restringían su uso a los ciudadanos, a quienes se les exigía que la usasen en fiestas públicas y deberes cívicos.
Desde sus probables comienzos como una prenda de trabajo sencilla y práctica, la toga se volvió más voluminosa, compleja y costosa, y cada vez más inapropiada para cualquier otra cosa que no fuera el uso formal y ceremonial. Estaba y está considerado como el «traje nacional» de la antigua Roma; como tal, tenía un gran valor simbólico, pero era difícil de colocar, incómodo y complicada de llevar correctamente, y nunca fue verdaderamente popular. Cuando las circunstancias lo permitieron, los que tenían derecho u obligación de usarla optaron por prendas más cómodas e informales. Poco a poco fue cayendo en desuso, primero entre los ciudadanos de la clase baja y luego entre los de la clase media. Con el tiempo, fue utilizada solamente por las clases más altas en ocasiones ceremoniales, y hacia el siglo V, había sido reemplazada como traje oficial por el más práctico pallium y la paenula.

## Variedades

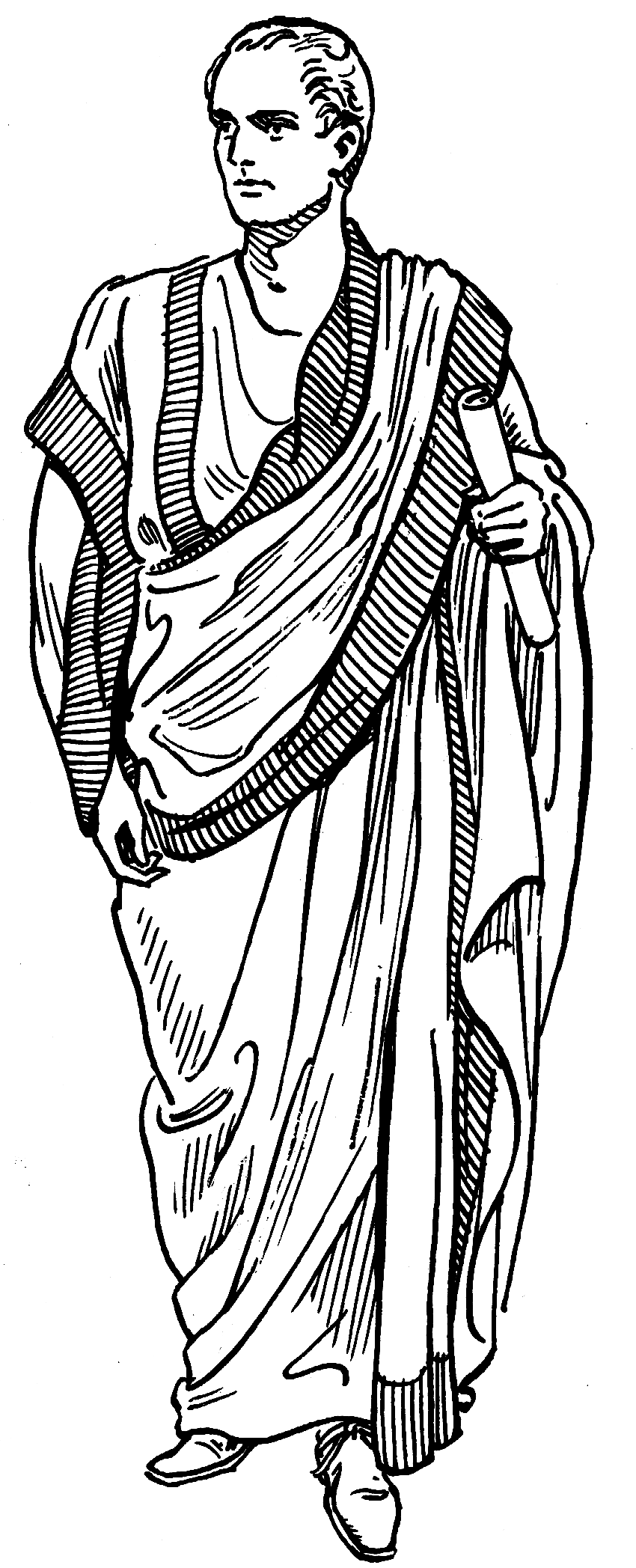
Toga praetexta.

La toga era una tela de lana de forma aproximadamente semicircular, generalmente blanca, que se llevaba sobre los hombros y alrededor del cuerpo. Había muchos tipos de togas, cada una reservada por tradición a un uso particular o a una clase social.
- Toga virilis («toga viril») también llamada toga alba o toga pura: toga blanca lisa, utilizada en ocasiones formales por los hombres plebeyos adultos y por los senadores que no tenían magistratura curul. Representaba la ciudadanía masculina adulta y los derechos, libertades y responsabilidades que conlleva.[13][14]
- Toga praetexta: una toga blanca con una ancha raya púrpura en el borde, que se usaba sobre una túnica con dos amplias rayas púrpuras verticales. Era un atuendo formal para:

- Los magistrados curules en sus funciones oficiales y, tradicionalmente, los reyes de Roma.
- Niños nacidos libres, y algunas niñas nacidas libres, antes de cumplir la mayoría de edad. Representaba su protección por ley contra la depravación sexual y la influencia inmoral o impúdica. Se creía que una praetexta era eficaz contra la magia maligna, al igual que la bulla de un niño y la lúnula de una niña.
- Algunos sacerdocios, como pontífices, los epulones, augures o arvales.

- Toga candida (del latín candida, 'blanco puro'): una toga frotada con tiza hasta conseguir un blanco intenso, utilizada por los candidatos a cargos públicos.[19] Por ello Persio habla de la cretata ambitio («ambición de la tiza»). Toga candida es la fuente etimológica de la palabra 'candidato'.[20]
- Toga pulla («toga oscura»): usada por los dolientes en los ritos funerarios. Una toga praetexta también era aceptable como ropa de luto, si se volteaba del revés para ocultar su raya; también lo era una toga pura lisa.[21] Usar una toga pulla en un evento fúnebre era una seria violación de la etiqueta social y religiosa. Cicerón hace una distinción entre la toga pulla y una toga ordinaria deliberadamente «manchada» por su portador como una marca legítima de protesta o súplica.[22]
- Toga picta («toga pintada»): teñida de púrpura sólida, bordada en oro y puesta sobre una tunica palmata decorada de manera similar; utilizada por los generales en sus triunfos. Durante el Imperio, era usada por cónsules y emperadores. Con el tiempo se hizo cada vez más elaborada y se combinaba con elementos de la trabea consular.[23][24][25]
- Trabea, portada por los ciudadanos équites. Puede haber sido una forma más corta de toga, o una capa, envoltura o faja que se usaba sobre una toga. Era blanca, con una franja roja o púrpura. Durante el Imperio tardío, la trabea se asocia a formas elaboradas de vestimenta consular. Algunas fuentes romanas y postromanas posteriores la describen como de color púrpura o rojo sólido, ya sea identificándola o confundiéndola con el atuendo de los antiguos reyes romanos (que también se empleaba para vestir las imágenes de los dioses) o reflejando cambios en la trabea en sí misma. Con mayor certeza, los équites usaban el angusticlave, una túnica con franjas estrechas y verticales de color púrpura, al menos una de las cuales sería visible cuando se combinaba con una toga o trabeia, cualquiera que fuera su forma.[26][27]
- Laena, un largo y pesado manto que llevaban los sacerdotes flamen, sujeto al hombro con un broche. Una obra perdida de Suetonio la describe como una toga de tamaño doble doblada por la mitad.[28][29]

## Usos y costumbres
Las primeras togas puede que fueran semejantes al antiguo himátion griego y a la tebenna etrusca, que consistían en simples trozos rectangulares de tela que servían a la vez de envoltura corporal y manta para los campesinos, pastores y ganaderos nómadas. Los historiadores romanos creían que el legendario fundador de Roma y primer rey, el antiguo pastor Rómulo, utilizaba una toga como vestimenta preferida; supuestamente la toga praetexta de ribete púrpura era utilizada por los magistrados etruscos, e introducida en Roma por el tercer rey de la ciudad, Tulo Hostilio.

### En la vida civil
La sociedad romana era sumamente jerárquica, estratificada y competitiva. Los aristócratas patricios terratenientes ocupaban la mayoría de los escaños en el Senado y detentaban las magistraturas de mayor rango. Los magistrados eran elegidos por sus pares y «el pueblo» pues, según la teoría constitucional romana, gobernaban por consentimiento. Sin embargo en la práctica eran una oligarquía que competía entre sí, reservando el mayor poder, riqueza y prestigio a su clase. La plebe, que constituía la gran mayoría del electorado romano, tenía una influencia limitada en la política, a menos que fueran apoyados o votados en masa, o a través de la representación de sus tribunos. Los équites ocupaban una posición intermedia y de gran movilidad entre la clase baja del Senado y la clase alta de los plebeyos. A pesar de las enormes desigualdades de riqueza y de rango entre las clases de ciudadanos, la toga los identificó como un cuerpo cívico singular y exclusivo. A su vez, y con el mismo interés, subrayó sus diferencias.

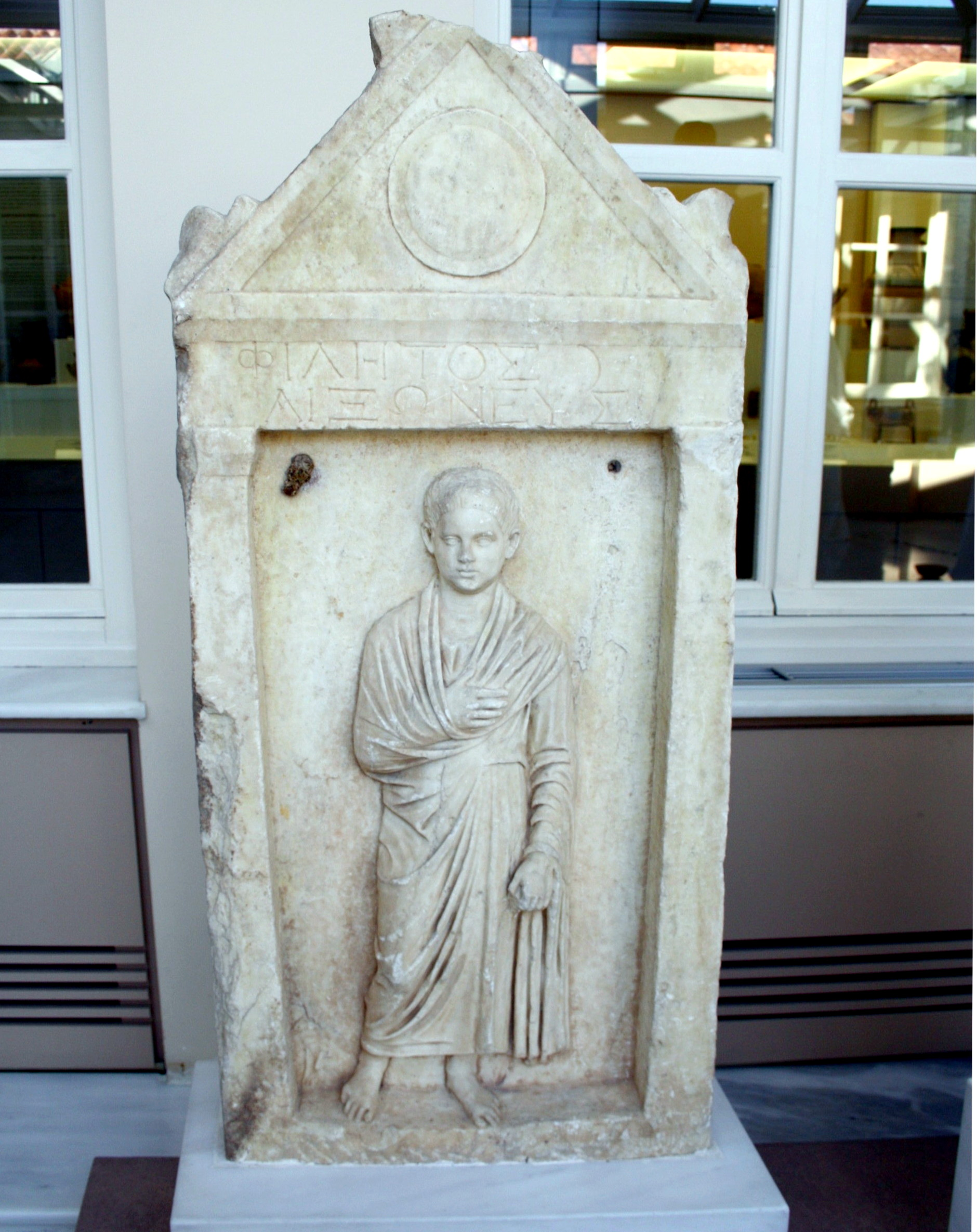
Estela funeraria de un niño, del demo de Aixone, primera mitad del siglo I d. C.

Las togas eran relativamente uniformes en cuanto a diseño y estilo, pero variaban significativamente en la cantidad y calidad de su tejido, así como en las marcas de rango u ocupación elevados. La de mayor estatus, la púrpura y bordada en oro toga picta, solo podía utilizarse en ceremonias específicas por los magistrados de mayor rango. El púrpura de Tiro estaba teóricamente reservado para la toga picta, el borde de la toga praetexta y elementos del traje sacerdotal que vestían las vírgenes vestales. Era muy resistente a la decoloración, extremadamente caro y el «color del que más se habla en la antigüedad grecorromana»; los romanos lo catalogaron como un tono rojo sangre, que santificaba a su portador. La praetexta de borde púrpura que usaban los jóvenes nacidos libres reconocía su vulnerabilidad y santidad ante la ley. Una vez que un niño alcanzaba la mayoría de edad (generalmente durante la pubertad) adoptaba la toga virilis blanca; esto significaba que era libre de establecer su propio hogar, casarse y votar. Las jóvenes que se ponían la praetexta en ocasiones formales la abandonaban tras la menarquia o el matrimonio y adoptaban la stola. Incluso la blancura de la toga virilis estaba sometida a la distinción de clases. Las versiones senatoriales estaban costosamente blanqueadas hasta obtener un blanco níveo excepcional; las de los ciudadanos de menor rango se blanqueaban con una tonalidad más opaca y barata.
La ciudadanía conllevaba privilegios, derechos y responsabilidades específicos. La formula togatorum (lista de togati) establecía las diversas obligaciones militares que los aliados italianos (socii) debían cumplir con Roma en tiempos de guerra. El término togati (los que llevan toga), no es un equivalente estricto a «ciudadanos romanos», sino que puede significar, en términos más generales, «romanizados». En los dominios romanos, la toga estaba explícitamente prohibida a los no ciudadanos; a los extranjeros, libertos y esclavos; a los exiliados romanos; y a los hombres infamis o con una carrera o reputación vergonzosa. El estatus de un individuo debería ser discernible a simple vista. Un liberto o un extranjero podía hacerse pasar por un ciudadano togado, o por un ciudadano común como un équite; estos impostores a veces eran descubiertos durante los censos. La disposición formal de asientos en los teatros y circos públicos reflejaba el predominio de los electos togados de Roma. Los senadores se sentaban al frente, los équites detrás de ellos, los ciudadanos comunes detrás de los equinos; y así sucesivamente, hasta la masa no togada de libertos, extranjeros y esclavos. A veces se detectaban impostores y se los desalojaba de los asientos correspondientes a su clase.
Diversas anécdotas reflejan su valor simbólico. En la Historia de Roma de Livio, el héroe patricio Lucio Quincio Cincinato, retirado de la vida pública y vestido (presumiblemente) con una simple túnica o taparrabos, está arando su campo cuando llegan unos emisarios del Senado y le piden que se ponga su toga; su esposa la trae y él se la pone. Entonces se le dice que ha sido nombrado dictador y se dirige rápidamente a Roma. El uso de la toga transforma a Cincinato de un labriego rústico y sudoroso (a pesar de ser un caballero de impecable estirpe y reputación) en el principal político de Roma, deseoso de servir a su país; un romano de primera clase. La abundante estatuaria pública y privada de Roma reforzó la idea de que todos los grandes hombres de Roma vestían togas, y siempre debían llevarlas.

### En el trabajo y el ocio
Los tradicionalistas idealizaban a la ciudadanía urbana y rústica de Roma como descendientes de un campesinado fuerte, virtuoso y vestido con togas, pero el volumen y la complejidad de la tela de esta prenda la hacían totalmente inviable para el trabajo manual o el ocio físicamente activo. La toga era pesada, rígida, excesivamente calurosa, se manchaba con facilidad y era difícil de lavar; se adaptaba mejor a los desfiles majestuosos, a los debates públicos y a la oratoria, a sentarse en el teatro o en el circo y a exhibirse ante los de su clase y ante los inferiores, al tiempo que «ostentosamente no se hacía nada». Todo ciudadano romano varón tenía derecho a utilizar algún tipo de toga —Marcial hace referencia a la «toga menor» de un ciudadano menor y a la «toga pequeña» de un hombre pobre (ambas togatulus)—, pero los más pobres probablemente tuvieron que arreglárselas con una toga destartalada y remendada, si es que siquiera se preocupaban en usarla.

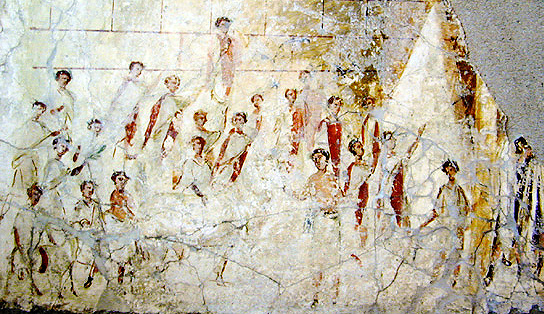
Fresco de un edificio cerca de Pompeya, una representación poco común de hombres romanos en togae praetextae con bordes de color rojo oscuro. Data de principios de la era imperial y probablemente muestra un evento durante las Compitales, un popular festival callejero.

A principios del siglo II d. C., el satírico Juvenal afirmaba que «en gran parte de Italia, nadie usa la toga, excepto en el momento de la muerte»; en el idílico mundo rural de Marcial «nunca hay pleitos, la toga escasea, la mente se siente a gusto». La mayoría de los ciudadanos que poseían una toga la apreciaban como un objeto material costoso, y la llevaban cuando debían, pero no cuando estaban en su propio entorno y entre sus compañeros. La familia, las amistades y las alianzas, así como la búsqueda lucrativa de riqueza a través de los negocios y el comercio habrían sido sus mayores preocupaciones. El rango, la reputación y la Romanitas eran primordiales, incluso en la muerte, por lo que casi invariablemente las imágenes en memoria de un ciudadano varón lo mostraba vestido con su toga. La usaba en su funeral y, probablemente, le servía de mortaja.
Por lo general, las calles de Roma habrían estado llenas de ciudadanos y no ciudadanos ataviados con una gran variedad de vestimentas de colores, con pocas togas a la vista. Solamente un romano de clase superior, un magistrado, habría tenido lictores para despejar su camino, e incluso así usar una toga era un desafío. La aparente sencillez natural de la toga y sus «líneas elegantes y fluidas» eran el resultado de una práctica y cuidado diligentes; para evitar un vergonzoso desorden de sus pliegues, su portador debe caminar con paso mesurado y majestuoso, pero con un propósito y una energía viriles. Si se movía con demasiada lentitud, podía parecer desorientado, «perezoso de mente» o, lo peor de todo, «femenino». Vout (1996) considera que las características más desafiantes de la toga como prenda se adecuaban a la visión que los romanos tenían de sí mismos y de su civilización. Al igual que el propio Imperio, la paz que la toga llegó a representar se había ganado gracias a los extraordinarios e infatigables esfuerzos colectivos de sus ciudadanos, que podían así reivindicar «la oportunidad y la dignidad de vestirse de esta manera».

### En la oratoria

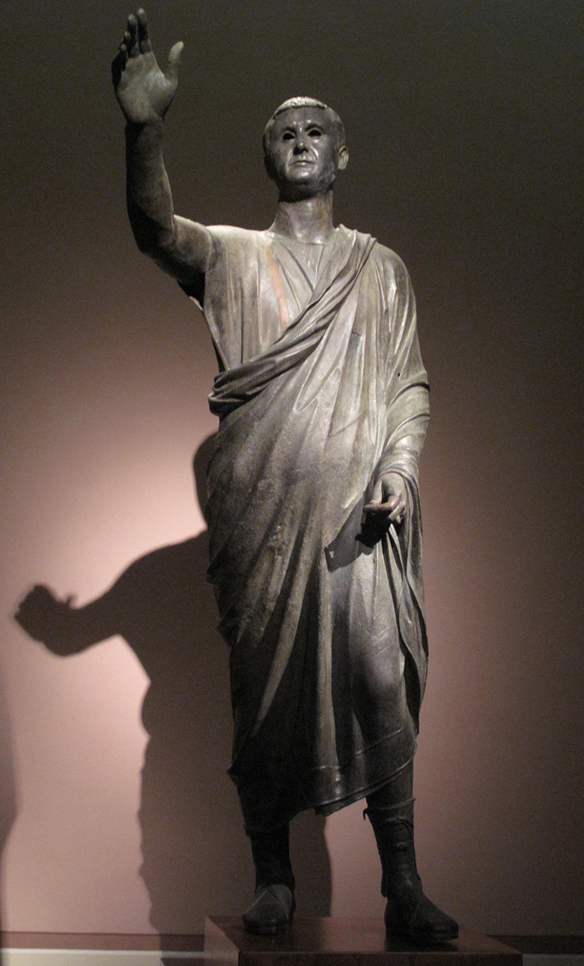
El orador, una escultura de bronce etrusco-romana que representa a un etrusco de rango senatorial romano. Viste una toga exigua.

En la oratoria, la toga adquiría todo su esplendor. La Institutio oratoria (c. 95) de Quintiliano ofrece consejos sobre la mejor manera de presentar casos ante los tribunales de Roma, ante la mirada crítica e informada de una multitud atenta. Un alegato efectivo era una actuación artística calculada, pero debía parecer totalmente natural. Las primeras impresiones contaban; el abogado debía presentarse como un romano: «viril y espléndido» con su toga, con una postura estatuaria y «aspecto natural». Debe estar bien arreglado, pero no excesivamente; sin peinar el cabello, luciendo joyas o cualquier otra perversión «femenina» que desluzca la apariencia apropiada de un hombre romano. Quintiliano da instrucciones precisas sobre el uso correcto de la toga (su corte, estilo y los arreglos de sus pliegues; su tejido puede ser de lana cruda al viejo estilo, o nuevo y más suave si se prefiere, pero definitivamente no de seda). Los movimientos del orador deben ser dignos y directos; debe moverse solo lo necesario, para dirigirse a una persona en concreto o a una sección en particular de la audiencia. Debe utilizar de manera adecuada el sutil «lenguaje de las manos» por el que era famosa la oratoria romana; sin gestos extravagantes, sin mover los hombros y sin moverse «como un bailarín».
La toga determinaba en gran medida el estilo de retórica del orador; «no debemos cubrir el hombro y toda la garganta, de lo contrario nuestro traje se estrechará indebidamente y perderá el impresionante efecto producido por la anchura en el pecho. El brazo izquierdo solo debe levantarse hasta formar un ángulo recto a la altura del codo, mientras que el borde de la toga debe caer en igual longitud a cada lado ...» si, por el contrario, la «toga se nos cae al principio de nuestro discurso, o cuando solo hemos avanzado un poco, el hecho de no reemplazarla es un signo de indiferencia, o de pereza, o de pura ignorancia de la forma en que se debe llevar la ropa.» Para cuando haya presentado su caso, es probable que el orador esté acalorado y sudoroso; pero incluso esto puede ser empleado para obtener buenos resultados.

### En la moral pública
Según Edmondson (2008, p. 33) los moralistas romanos «daban una importancia ideológica a lo simple y a lo frugal». Aulo Gelio afirmó que los primeros romanos, famosos por ser duros, viriles y dignos, habían usado togas sin ropa interior, ni siquiera una túnica. Hacia el final de la República, el conservador Catón el Joven se decantó por la más corta y antigua toga republicana; era oscura y «escasa» (una toga exigua) y la usaba sin túnica ni zapatos, todo ello habría sido reconocido como una expresión de su honestidad moral. Los tradicionalistas romanos más estrictos deploraban el creciente afán romano por la ostentación, la comodidad y los lujos «no romanos» o los ultrajes a la sastrería como los pantalones celtas, las túnicas y las capas sirias de colores brillantes. La propia toga de los hombres podría significar corrupción si se lleva demasiado suelta, o sobre una «afeminada» túnica de manga larga, o tejida demasiado fina y delgada, casi transparente. La Historia de Roma de Apiano encuentra los últimos tiempos de la República romana desgarrada por conflictos, tambaleándose al borde del caos; la mayoría parecen vestirse como quieren, no como deberían: «Ahora el pueblo romano está muy mezclado con los extranjeros, hay igualdad de ciudadanía para los libertos, y los esclavos se visten como sus amos. Con la excepción de los senadores, los ciudadanos libres y los esclavos llevan la misma ropa.»
El Principado augustino trajo la paz y declaró su intención de restaurar el verdadero orden, la moralidad y la tradición republicanas. Augusto estaba decidido a recuperar «el estilo de antaño» (la toga). Ordenó que cualquier espectador con ropa oscura (o de colores o sucia) fuera enviado a los asientos posteriores, tradicionalmente reservados para los que no tenían toga, mujeres comunes o corrientes, libertos, extranjeros de clase baja y esclavos, reservando los asientos más honorables, frente a la sala, para senadores y équites; así había sido siempre, o como se suponía que debía haber sido, antes del caos de las guerras civiles. Enfurecido por la visión de una multitud de hombres vestidos de negro en una reunión pública, citó sarcásticamente a Virgilio: «Romanos, rerum dominos, gentemque togatam» (Romanos, señores del mundo y el pueblo que usa togas) y luego ordenó que, en el futuro, los ediles prohibieran la entrada al Foro y a sus alrededores, el «corazón cívico» de Roma, a cualquier persona que no llevara toga. El reinado de Augusto vio la introducción de la toga rasa, una toga ordinaria cuyas fibras ásperas se extraían de la lanilla tejida y luego se afeitaba para obtener un acabado más suave y cómodo. En la época de Plinio (c. 70 d. C.), probablemente era la habitual entre la élite. Plinio también describe un tejido brillante, liso, ligero pero denso, elaborado con fibras de tallo de adormidera y lino, utilizado al menos desde la época de las Guerras púnicas. Aunque probablemente apropiado para una «toga veraniega», fue criticado por su inapropiado lujo excesivo.

#### Las mujeres
Algunos romanos creían que en épocas anteriores ambos sexos y todas las clases sociales usaban la toga. Las mujeres también podían ser ciudadanas, pero a mediados o finales de la era republicana, las mujeres respetables eran stolatae (que visten stola) y se esperaba que encarnaran y exhibieran un conjunto apropiado de virtudes femeninas (Vout (1996) cita como ejemplos la pudicitia y la fides). La adopción por parte de las mujeres de la stola de estilo griego puede haber sido paralela a la creciente identificación de la toga con los ciudadanos varones, aunque esto puede que no fuera un proceso sencillo, pues una estatua ecuestre, descrita por Plinio el Viejo como «antigua», mostraba a la primitiva heroína republicana Clelia a caballo, vestida con una toga. Las hijas solteras de ciudadanos respetables y razonablemente acomodados a veces usaban la toga praetexta hasta la pubertad o el matrimonio, cuando adoptaban la stola, que usaban sobre una túnica de cuerpo entero, generalmente de manga larga.
A las prostitutas de nivel más alto (meretrices) y a las mujeres divorciadas por adulterio se les negó el acceso a la stola. A las meretrices se les podría pedir o quizás obligar, al menos en público, a usar la «toga de la maternidad» (toga muliebris). Este uso de la toga parece excepcional, pues a todas las demás personas catalogadas como «infames y despreciables» tenían prohibido explícitamente su uso. En este contexto, las fuentes modernas entienden la toga (o tal vez simplemente la descripción de mujeres particulares como togata) como un instrumento de reversión y reorientación; una mujer respetable (vestida por tanto con stola) debe ser recatada, sexualmente pasiva, modesta y obediente, moralmente impecable. La meretrix arquetípica de la literatura romana se viste alegre y provocativamente. Edwards (1997) la describe como «antítesis del ciudadano varón romano». Una matrona adúltera traicionaba a su familia y a su reputación y si era declarada culpable y se divorciaba, la ley prohibía que se volviera a casar con un ciudadano romano; a la vista del pueblo, se encontraba al mismo nivel que una meretrix. Cuando la llevaba una mujer en esta última época, la toga habría sido una «prueba flagrante» de su «exclusión de la jerarquía romana respetable».

### En el ejército
Hasta las reformas de Mario del año 107 a. C., los rangos inferiores de las fuerzas armadas de Roma eran «soldados-agricultores», una milicia de ciudadanos minifundistas reclutados durante la duración de las hostilidades, de los que se esperaba que portaran sus propias armas y armaduras. Los ciudadanos de estatus superior servían en altos cargos militares como base para su progreso hacia altos cargos civiles (cursus honorum). 

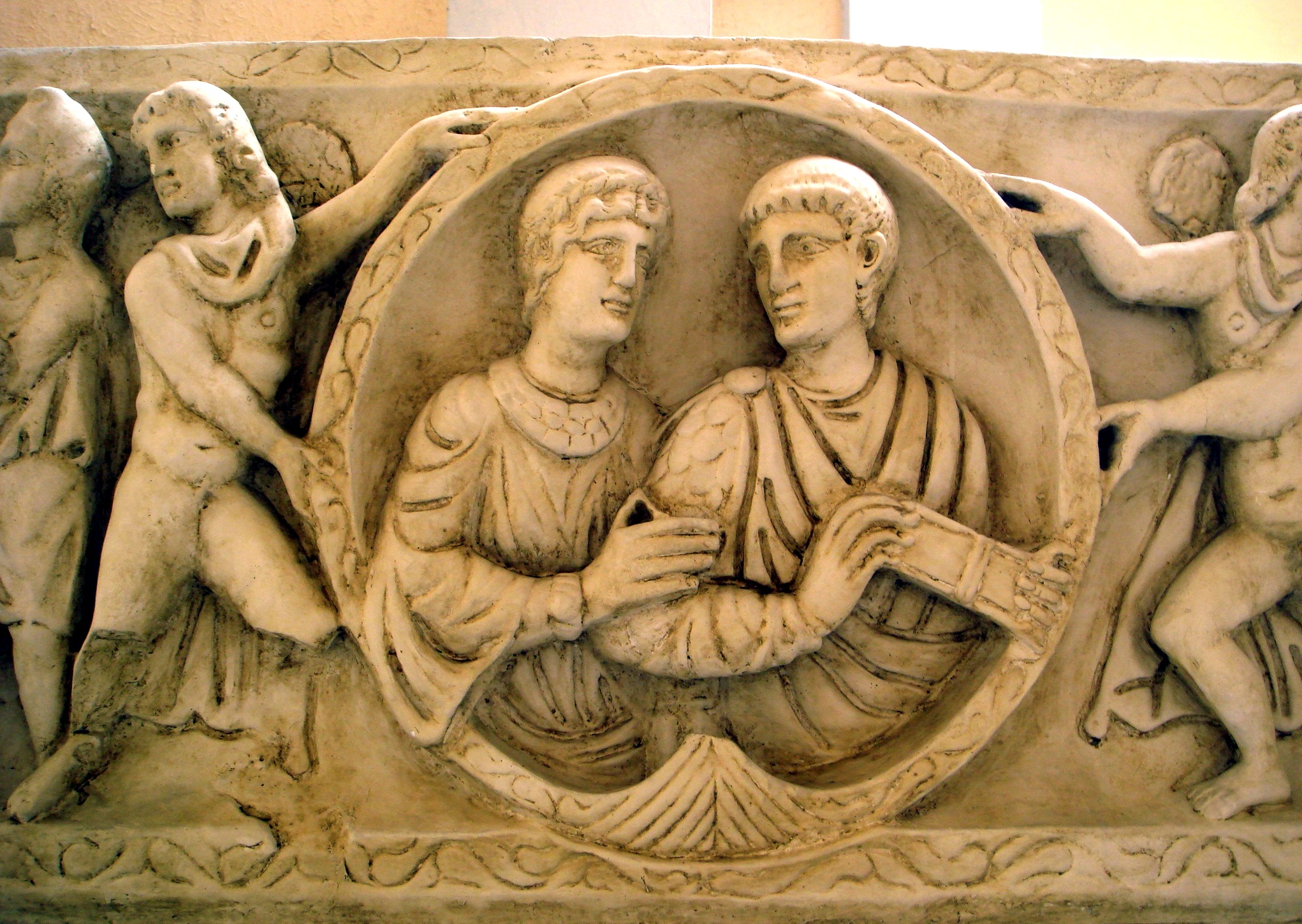
Detalle, que muestra un retrato de una pareja fallecida, de la cara superior del molde del llamado Sarcófago de Estilicón, esculpido alrededor del año 385 d. C., Museo de la Civilización Romana.

Los romanos creían que en los primeros tiempos de Roma sus militares habían ido a la guerra con togas, echándola para atrás y atándola alrededor del cuerpo durante la acción, un gesto que se conocía como cinctus Gabinus. Al menos desde mediados de la República, los militares reservaban sus togas para el ocio formal y los festivales religiosos; para el servicio activo se prefería la túnica y el sagum. Como parte de un acuerdo de paz del año 205 a. C., dos antiguas tribus rebeldes de Hispania proporcionaron a las tropas romanas togas y capas pesadas; en el año 206 a. C., Escipión el Africano recibió 1200 togas y 12 000 túnicas para sus operaciones en el norte de África. Durante la campaña macedonia del año 169 a. C., el ejército recibió 6000 togas y 30 000 túnicas.
La práctica durante la Republicana tardía y una reforma legal permitieron la creación de ejércitos permanentes y abrieron una carrera militar a cualquier ciudadano romano o liberto de buena reputación. Un soldado que mostrara una «ferocidad disciplinada» en la batalla y que fuera estimado por sus compañeros y superiores podría ser ascendido a un rango superior, con lo que un plebeyo podría ascender a la categoría de équite. A los no ciudadanos y a los asistentes nacidos en el extranjero que eran licenciados honorablemente (honesta missio) se les solía conceder la ciudadanía, tierras o remuneraciones, el derecho a usar la toga y una obligación para con el patrono que les había concedido esos honores, generalmente su oficial superior; por el contrario, una baja deshonrosa significaba infamia. En el estereotipo literario, los civiles son intimidados sistemáticamente por soldados fornidos, inclinados a propasarse.
Aunque los soldados eran ciudadanos, Cicerón tipifica a los primeros como «portadores de sagum» y a los posteriores como «togati». Emplea la frase cedant arma togae (que las armas cedan ante la toga), en el sentido de «que la paz reemplace a la guerra», o «que el poder militar ceda ante el poder civil», en el contexto de su insegura alianza con Pompeyo; la concibió como metónimo, vinculando su propio «poder de mando» como cónsul (imperator togatus) con el de Pompeyo como general (imperator armatus), pero se interpretó como una petición de dimisión. Cicerón, habiendo perdido el apoyo siempre vacilante de Pompeyo, terminó abocado al exilio. En realidad, las armas rara vez cedieron al poder civil. Durante los primeros años de la época del Imperio romano, los miembros de la guardia pretoriana (la guardia personal del emperador como «Primer ciudadano» y una fuerza militar bajo su mando personal), escondían sus armas bajo togas blancas de estilo civil cuando estaban de servicio en la ciudad, ofreciendo la tranquilizadora ilusión de que representaban a una autoridad civil republicana tradicional, en lugar de ser el brazo militar de una autocracia imperial.

### Patrocinio ysalutationes

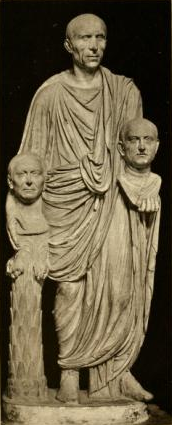
Togatus Barberin, escultura que representa a un senador romano con bustos de sus antepasados, uno de los cuales está apoyado en un herma; finales del siglo I a.C.

El patrocinio (patrocinium) era un elemento fundamental de la política, los negocios y las relaciones sociales romanas. Un buen mecenas (patronus) ofrecía promoción, seguridad, honor, riqueza, contratos gubernamentales y otras oportunidades de negocio a su cliente (cliens), que podía estar en una posición más baja en la escala social o económica o, con menos frecuencia, ser igual o superior a él. Un buen cliente buscaba apoyo político para su patrocinador, o para el candidato de su patrocinador; promovía los intereses de su patronus utilizando su propio negocio, su familia y sus contactos personales. Los libertos con aptitud para los negocios podían llegar a ser extremadamente ricos; pero para negociar la ciudadanía para sí mismos, o más probablemente para sus hijos, necesitaban encontrar un patrocinador dispuesto a recomendarlos. Los clientes que buscaban patrocinio tenían que asistir a la salutatio formal de madrugada, que se celebraba en el gran salón de recepción (atrium) semipúblico de su casa familiar (domus). Se esperaba que los ciudadanos-clientes llevaran la toga apropiada a su estatus, y que la usaran correcta e inteligentemente o se arriesgarían a ofender a su anfitrión.
Marcial y su amigo Juvenal sufrieron el sistema como clientes durante años y consideraron que todo el proceso era degradante. Un cliens tiene que estar a disposición de su patrocinador para realizar cualquier «trabajo togado» que se le requiera y el patrón puede incluso solicitar que se le llame domine (señor, o amo); un cliente-ciudadano équites, superior a todos los mortales menores en virtud de su rango y vestimenta, puede así estar próximo a la vergonzosa condición de servidumbre dependiente. Para un cliente cuyo patrocinador era el cliente de otro, el potencial de vergüenza era aún peor. Incluso como una analogía satírica, la equiparación de cliente togado y esclavo habría conmocionado a aquellos que apreciaban la toga como símbolo de dignidad personal y auctoritas (un significado subrayado durante las Saturnales, cuando la toga «se dejaba de lado de forma muy consciente», en una inversión ritualizada, estrictamente limitada, de la relación señor-esclavo.
Los patrocinadores eran escasos y la mayoría tenía que competir con sus iguales para atraer a los mejores y más útiles clientes. Por el contrario los clientes eran muchos, y los de menor interés para el patrocinador tenían que buscar entre la turbae togatae (horda de togados). Uno con una toga sucia o remendada probablemente sería objeto de ridículo; o podría, si es suficientemente obstinado y persistente, obtener una pequeña cantidad de dinero en efectivo, o tal vez una cena. Cuando el patrocinador sale de su casa para llevar a cabo sus negocios del día en los tribunales, en el foro o en cualquier otro lugar, escoltado (si es un magistrado) por sus lictores togados, sus clientes deben formar parte de su séquito. Cada cliente togado representaba un voto potencial; para impresionar a sus compañeros e inferiores, y mantenerse a la cabeza de la competencia, un patrocinador debe tener tantos clientes de alta calidad como sea posible, o por lo menos debía parecerlo. Marcial tenía un patrocinador que contrataba una multitud (grex) de clientes falsos con togas, y luego empeñaba su anillo para pagar su cena.
El emperador Marco Aurelio, en lugar de llevar la «vestimenta a la que le daba derecho su rango» en sus salutationes optó por llevar en su lugar una toga blanca lisa de ciudadano, un acto de modestia para cualquier patrocinador, a diferencia de Calígula, que llevaba una toga picta triunfal o cualquier otra prenda de vestir que él mismo eligiera, a su antojo, o Nerón, que causó un gran escándalo cuando recibía a senadores visitantes ataviado con una túnica con flores y cuello de muselina.

### En la religión

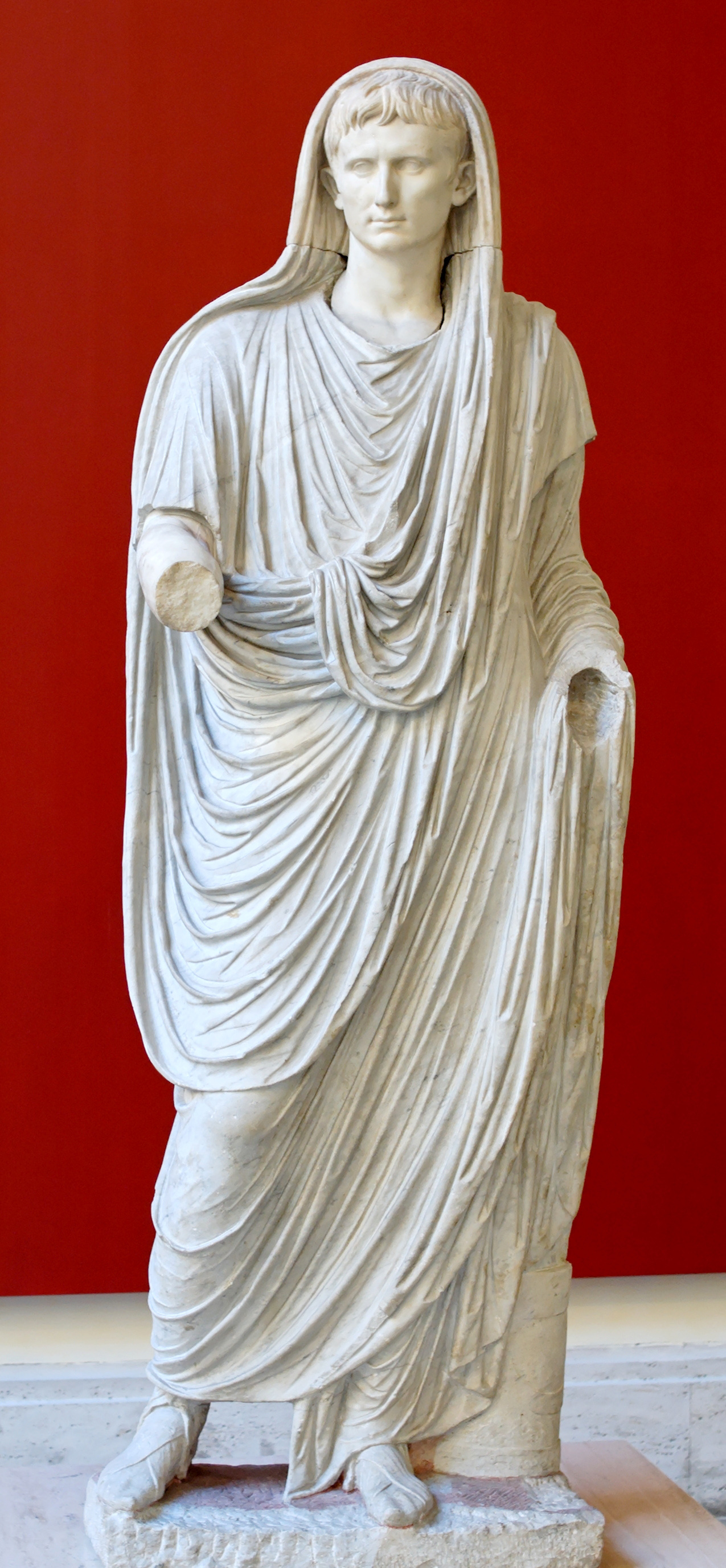
Augusto capite velato como pontifex maximus, c. 12 a. C.

Se esperaba que los ciudadanos que asistían a las frecuentes fiestas religiosas de Roma y a los ludi asociados vistieran toga. La toga praetexta era la vestimenta normal de la mayoría de los sacerdocios romanos, que tendían a ser del dominio exclusivo de los ciudadanos de alto rango. Al ofrecer el sacrificio, libación u oración y al hacer el auspicio, el sacerdote oficiante cubría su cabeza con un pliegue de su toga, levantada desde atrás: el ritual era entonces capite velato (con la cabeza cubierta); se consideraba una forma exclusiva romana, en contraste con las costumbres etruscas, griegas y otras prácticas extranjeras. Los etruscos al parecer hacían los sacrificios a cabeza descubierta (capite aperto). En Roma, el llamado ritus graecus (rito griego) se utilizaba para las deidades que se creían de origen o carácter griego; el oficiante, incluso si era ciudadano, usaba túnicas de estilo griego con corona o con la cabeza desnuda, y no con toga. Se ha argumentado que la expresión romana de piedad capite velato influyó en la prohibición de Pablo de que los cristianos oraran con la cabeza cubierta: «Si un hombre se cubre la cabeza cuando ora o cuando comunica mensajes proféticos, deshonra su cabeza.»
Un oficiante capite velato que necesitara el uso libre de ambas manos para realizar el ritual podía emplear el «cíngulo gabiniano» (cinctus Gabinus), para atar la toga hacia atrás. Se cree que se deriva de la práctica sacerdotal de la antigua y belicosa Gabii. Los sacerdotes etruscos también empleaban el cinctus Gabinus. En Roma fue uno de los elementos utilizados para hacer una declaración de guerra.

## Confección

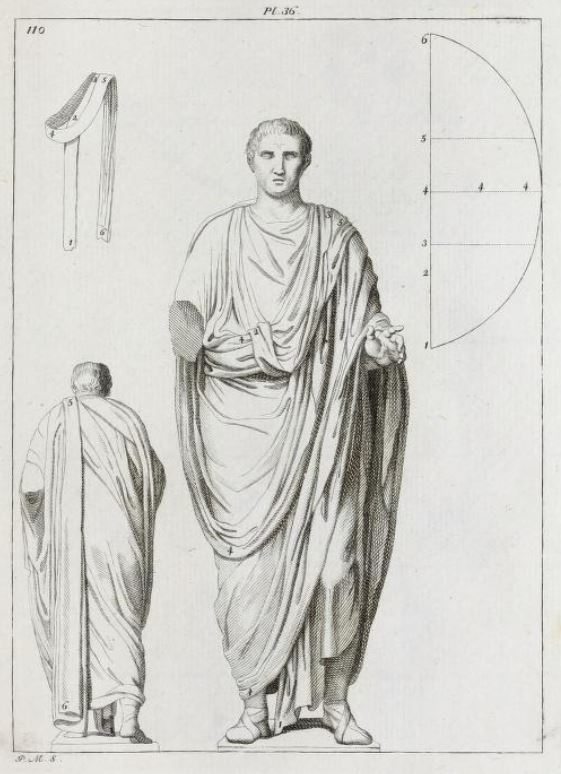
Ilustración de Le Costume de Plusieurs Peuples de L'Antiquité (1776) con vista anterior y posterior y patrón de confección de una toga.

La toga tradicional estaba confeccionada con lana, material que se creía que poseía poderes para evitar el infortunio y el mal de ojo; la toga praetexta (utilizada por magistrados, sacerdotes y jóvenes nacidos libres) era siempre de lana. Para las mujeres romanas, la elaboración de la lana era una ocupación muy respetable. Una mater familias tradicional de alto estatus demostraba su laboriosidad y frugalidad poniendo cestas de lana, husos y telares en la zona de recepción de la casa, el atrium. Augusto estaba particularmente orgulloso de que su esposa y su hija habían dado el mejor ejemplo posible a otras mujeres romanas al hilvanar y tejer su ropa.
La producción de telas tejidas a mano era lenta y costosa y en comparación con las formas más simples de ropa, la toga utilizaba una cantidad extravagante de material. Para minimizar la generación de retales, las togas más pequeñas y antiguas puede que se confeccionaran como una pieza única, sin costuras y con orillos; las más grandes puede que se hayan fabricado a partir de varias piezas cosidas juntas; el tamaño parece haber sido determinante en el proceso de creación de una pieza. Una mayor cantidad de tela significaba una mayor riqueza y, por lo general, aunque no invariablemente, un rango más alto. El borde rojo púrpura de la toga praetexta se tejía sobre la toga mediante un proceso conocido como «tejido en láminas»; este tipo de bordes aplicados son una característica de las prendas de vestir etruscas.
Wilson (1924), después de experimentar con varias telas, consideró que la textura áspera de la toga de lana era una necesidad práctica; las telas más suaves no se mantenían en su lugar adecuado. Ross (1911) utilizó un diseño aproximadamente semicircular con una extensión rectangular para simular las togas más largas y complejas de la era imperial tardía. Wilson (1924) logró resultados similares utilizando un polígono ligeramente irregular con seis lados suavemente curvados, doblados longitudinalmente en una doble capa de 4 a 5 pies de ancho. Las fuentes modernas generalmente coinciden en que si se hace con una sola pieza de tela, la toga de un romano de alto estatus a finales de la República habría requerido una pieza de aproximadamente 12 pies de largo; en la era imperial, alrededor de 18 pies, un tercio más que su predecesora, y a finales de la era imperial, de alrededor de 8 pies de ancho, y de 18 o 20 pies de largo en el caso de los pliegues de las formas más complejas y plisadas.

### Detalles y estilos

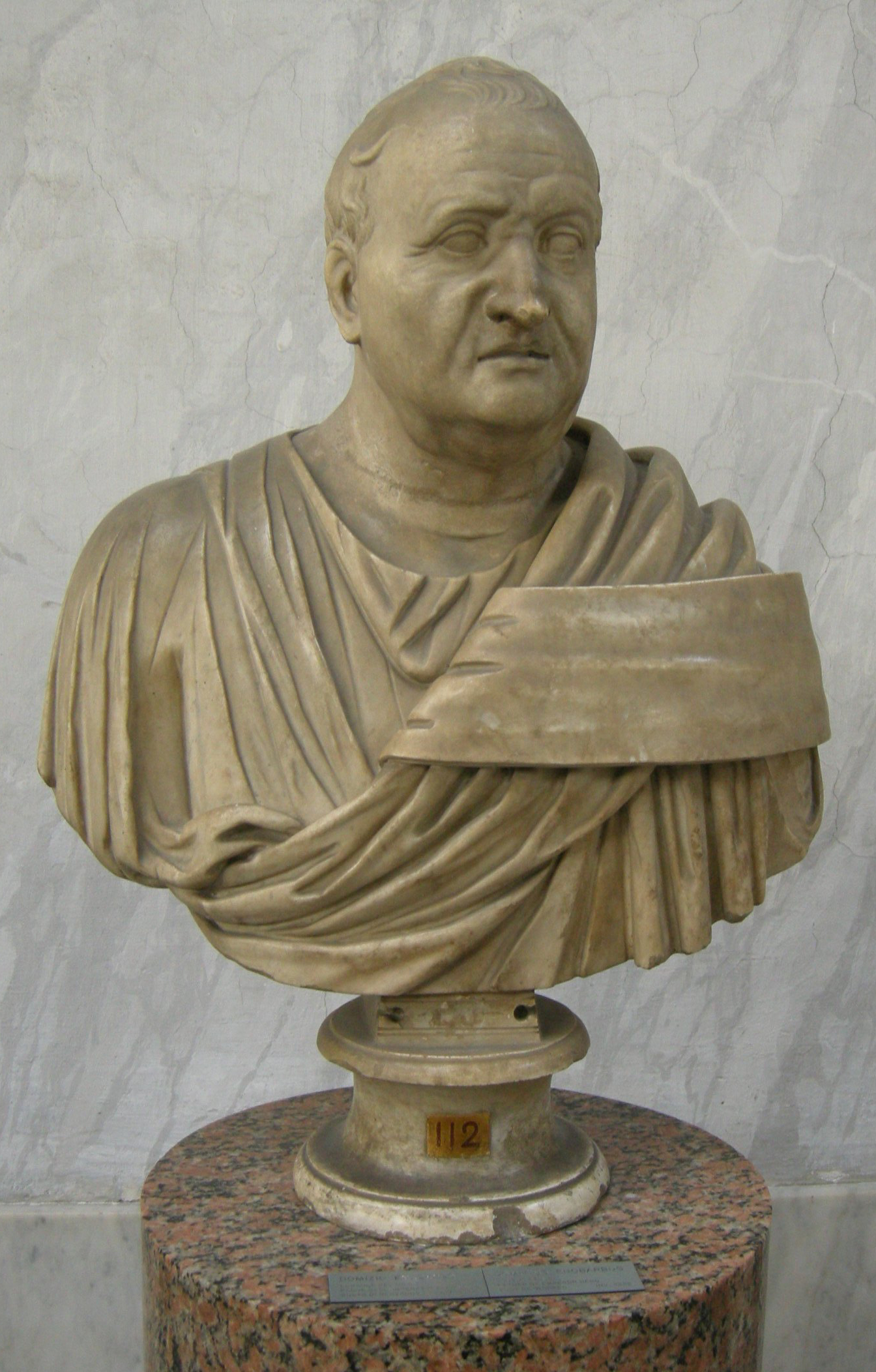
Busto del magistrado Cneo Domicio Enobarbo, padre de Nerón, vistiendo una toga contabulata.

La toga cubría, en lugar de sujetarse sobre el cuerpo, y se mantenía en posición por el peso y la fricción de su tejido. No se utilizaban alfileres ni broches. En la estatuaria clásica, las togas drapeadas muestran invariablemente ciertos detalles y pliegues, identificados y puesto nombre en la literatura contemporánea.
El sinus (literalmente, bahía o ensenada) aparece en la era imperial como un pliegue suelto, colgado desde debajo del brazo izquierdo, hacia abajo a través del pecho y luego hacia arriba hasta el hombro derecho. Se utilizaba como bolsa o bolsillo. Los primeros ejemplos son estilizados, como el delgado pliegue transversal y más ceñido conocido como balneus (cinturón de espada) del que probablemente procede el sinus. La forma posterior es mucho más amplia; el borde cuelga a la altura de la rodilla, suspendido por medio de una envoltura que cubre el codo del brazo derecho.
El umbo (literalmente, manilla), era una bolsa ornamental y práctica de la tela de la toga, colocada sobre el hombro izquierdo y hacia la derecha, justo encima del sinus. Su extremo estaba suelto dentro del balneus, aproximadamente a mitad del pecho. Al igual que el sinus, el umbo podía utilizarse para almacenar. Su peso y fricción añadidos ayudaban (aunque no muy eficazmente) a asegurar la tela de la toga en el hombro izquierdo. A medida que se desarrolló la toga, el umbo aumentó de tamaño.
Las togas más complejas se encuentran en bustos retratos de alta calidad y relieves del Imperio medio-tardío, probablemente reservados a los emperadores y a los más altos funcionarios civiles. La toga contabulata se distingue por sus bandas anchas, lisas, en forma de tabla, de material plisado, relativamente similar al umbo, sinus y balneus, o aplicadas sobre los mismos. Una se eleva desde abajo entre las piernas y se coloca sobre el hombro izquierdo; otra recorre aproximadamente el borde superior del sinus; otra sigue el borde inferior de un balteus vestigial más o menos abundante y luego desciende a la parte superior de la pantorrilla. Como en otras formas, el sinus está colgado sobre el codo del brazo derecho. Si sus imágenes de cuerpo entero son exactas, habría limitado severamente los movimientos de su portador. Vestirse con una toga contabulata hubiera requerido mucho tiempo y la ayuda de un especialista. Cuando no se utilizaba requería un almacenamiento cuidadoso en alguna clase de prensa o percha para que permaneciera en su posición correcta. Estos inconvenientes de la contabulata son confirmados por Tertuliano, que prefería el pallium. Imágenes de alto estatus (consulares o senatoriales) de finales del siglo IV reflejan otra variante ornamentada, conocida como la «Toga oriental amplia»; colgaba hasta la mitad de la pantorrilla, estaba muy bordada y se llevaba sobre dos prendas interiores de estilo del pallium, una de las cuales tenía mangas de manga larga. Su sinus estaba sobre el brazo izquierdo.

## Declive
Con el tiempo la toga fue experimentando una transformación gradual y un declive, interrumpido por los intentos de mantenerla como un rasgo esencial de la identidad Romanitas. Nunca fue una prenda muy apreciada por la población; a finales del siglo I, Tácito se refería de forma despectiva a la plebe urbana que no usaba toga como vulgus tunicatus («populacho con túnicas»). Adriano emitió un edicto que obligaba a los équites y senadores a usar la toga en público; el edicto no mencionaba a los plebeyos. El aumento de la ciudadanía, de unos 6 millones de ciudadanos bajo Augusto a entre 40 y 60 millones bajo la «ciudadanía universal» de la Constitutio Antoniniana de Caracalla en 212, probablemente redujo todavía más el carácter distintivo que la toga todavía tenía para los plebeyos y aceleró el abandono de la misma entre esta clase social. Mientras tanto, la aristocracia de cargos públicos adoptó formas de toga cada vez más elaboradas, complejas, costosas y poco prácticas. Con el paso del tiempo, estas también fueron abandonadas.
La división del Imperio y la adopción del cristianismo tuvieron muchas consecuencias culturales. Al margen de las consideraciones relativas a la comodidad, la toga estaba firmemente asociada al viejo orden y a la antigua religión. El pallium era simple, práctico y fácil de llevar; siempre había sido considerado el vestido de los filósofos. Para aquellos que profesaban ser fieles a Cristo y al nuevo orden cristiano, parecía una prenda formal más adecuada que la toga. Mientras que el atribulado emperador occidental Honorio intentaba imponer la toga a sus súbditos en defensa de los valores romanos, la Lex Vestiaria teodosiana de 382 ya había reconocido la obsolescencia de la toga en el Imperio bizantino, que se centraba en Constantinopla. Ahora se esperaba que los équites vistieran el pallium y los senadores la paenula como vestimenta pública adecuada. El arte y el retrato bizantino representan a los más altos funcionarios de la corte, la iglesia y el estado con vestimentas sacerdotales extravagantes y exclusivas; la confección y forma de estas vestimentas es difícil de comprender, pero se cree que algunas de ellas son versiones muy modificadas del estilo de la toga imperial.
En los primeros reinos europeos que sucedieron al gobierno romano en Occidente, los reyes y los aristócratas se vestían como los generales romanos de la época tardía a los que intentaban emular, en lugar de como senadores vestidos con togas de la antigua tradición.

### En español
- Baena del Alcázar, Luis (1993). «Togati Hispaniae: Aproximación al estudio de las esculturas de togados en Hispania». Baética: Estudios de Historia Moderna y Contemporánea (15): 165-174. ISSN 0212-5099. Consultado el 20 de abril de 2023.
- Guillén, José (1977). Urbs Roma : vida y costumbres de los romanos. 1, La vida privada. Sígueme. ISBN 84-301-0461-5. OCLC 636858561. Consultado el 20 de abril de 2023.
- Mañas , Alfonso (2011). Munera Gladiatoria: Origen del deporte espectáculo de masas (tesis doctoral). Universidad de Granada. ISBN 978-84-695-1026-1.

### En otras lenguas
- Bispham , Edward (2007). From Asculum to Actium: The Municipalization of Italy from the Social War to Augustus. Oxford Classical Monographs (en inglés). Oxford University Press. ISBN 9780199231843.
- Braund, S.; Osgood, J., eds. (2012). A Companion to Persius and Juvenal. Blackwell Companions to the Ancient World (en inglés). Wiley-Blackwell. ISBN 978-1-4051-9965-0.
- Bradley , K. (2008). «Appearing for the Defence: Apuleius on Display».  En Edmondson, J. C.; Keith, Alison, eds. Roman Dress and the Fabrics of Roman Culture (en inglés). University of Toronto Press. pp. 238-256. ISBN 978-0-8020-9319-6.
- Bradley , Mark (2011). Colour and Meaning in Ancient Rome. Cambridge Classical Studies (en inglés). Cambridge University Press. ISBN 9780521291224.
- Ceccarelli , L. (2016). «The Romanization of Etruria».  En Bell, S.; Carpino, A. A., eds. A Companion to the Etruscans. Blackwell Companions to the Ancient World (en inglés). Blackwell Publishing.
- Dewar , M. (2008). «Spinning the Trabea: Consular Robes and Propaganda in the Panegyrics of Claudian».  En Edmondson, J. C.; Keith, Alison, eds. Roman Dress and the Fabrics of Roman Culture (en inglés). University of Toronto Press. pp. 217-237. ISBN 978-0-8020-9319-6.
- Dillon , M.; Garland, L. (2005). Ancient Rome: From the Early Republic to the Assassination of Julius Caesar (en inglés). Routledge.
- Dolansky , F. (2008). «Togam virilem sumere: Coming of Age in the Roman World».  En Edmondson, J. C.; Keith, Alison, eds. Roman Dress and the Fabrics of Roman Culture (en inglés). University of Toronto Press. pp. 47-70. ISBN 978-0-8020-9319-6.
- Duggan , John (2005). Making a New Man: Ciceronian Self-Fashioning in the Rhetorical Works (en inglés). Oxford University Press.
- Edmondson , J. C. (2008). «Public Dress and Social Control in Late Republican and Early Imperial Rome».  En Edmondson, J. C.; Keith, Alison, eds. Roman Dress and the Fabrics of Roman Culture (en inglés). University of Toronto Press. pp. 21-46. ISBN 978-0-8020-9319-6.
- Edwards , Catharine (1997). «Unspeakable Professions: Public Performance and Prostitution in Ancient Rome».  En Hallett, P. J.; Skinner, B. M., eds. Roman Sexualities (en inglés). Princeton University Press. pp. 81-82.
- Fejfer , J. (2008). Roman Portraits in Context (Image and Context) (en inglés). Walter de Gruyter.
- Flower , Harriet F. (1996). Ancestor Masks and Aristocratic Power in Roman Culture (en inglés). Oxford University Press.
- Flower, H.; Flower, H. I., eds. (2004). The Cambridge Companion to the Roman Republic (en inglés). Cambridge University Press. ISBN 9780521003902.
- George , M. (2008). «The ‘Dark Side’ of the Toga».  En Edmondson, J. C.; Keith, Alison, eds. Roman Dress and the Fabrics of Roman Culture (en inglés). University of Toronto Press. pp. 94-112. ISBN 978-0-8020-9319-6.
- Goldman , N. (1994). «Reconstructing Roman Clothing».  En Sebesta, J. L.; Bonfante, L., eds. The World of Roman Costume. Studies in Classics (en inglés). University of Wisconsin Press. pp. 213-240. ISBN 9780299138509.
- Green , Bernard (2010). Christianity in Ancient Rome: The First Three Centuries (en inglés). A&C Black. ISBN 978-0567032508.
- Heskel , J. (1994). «Cicero as Evidence for Attitudes to Dress in the Late Republic».  En Sebesta, J. L.; Bonfante, L., eds. The World of Roman Costume. Studies in Classics (en inglés). University of Wisconsin Press. pp. 133-143. ISBN 9780299138509.
- Keith , A. (2008). «Sartorial Elegance and Poetic Finesse in the Sulpician Corpus».  En Edmondson, J. C.; Keith, Alison, eds.  (en inglés). University of Toronto Press. pp. 192-202. ISBN 978-0-8020-9319-6.
- Koortbojian , M. (2008). «The Double Identity of Roman Portrait Statues: Costumes and Their Symbolims at Rome».  En Edmondson, J. C.; Keith, Alison, eds. Roman Dress and the Fabrics of Roman Culture (en inglés). University of Toronto Press. pp. 71-93. ISBN 978-0-8020-9319-6.
- La Follette , L. (1994). «The Costume of the Roman Bride».  En Sebesta, J. L.; Bonfante, L., eds. The World of Roman Costume. Studies in Classics (en inglés). University of Wisconsin Press. pp. 54-64. ISBN 9780299138509.
- Meyers , G. E. (2016). «Tanaquil: The Conception and Construction of an Etruscan Matron».  En Bell, S.; Carpino, A. A., eds. A Companion to the Etruscans. Blackwell Companions to the Ancient World (en inglés). Blackwell Publishing.
- Métraux , Guy P. R. (2008). «Prudery and Chic in Late Antique Clothing».  En Edmondson, J. C.; Keith, Alison, eds. Roman Dress and the Fabrics of Roman Culture (en inglés). University of Toronto Press. ISBN 978-0-8020-9319-6.
- Olson , K. (2008). «The Appearance of the Young Roman Girl».  En Edmondson, J. C.; Keith, Alison, eds. Roman Dress and the Fabrics of Roman Culture (en inglés). University of Toronto Press. pp. 139-157. ISBN 978-0-8020-9319-6.
- O'Sullivan , T. M. (2011). Walking in Roman Culture (en inglés). Cambridge University Press. ISBN 9781107000964.
- Palmer , Robert (1996). «The Deconstruction of Mommsen on Festus 462/464, or the Hazards of Interpretation».  En Steiner, Franz, ed. Imperium sine fine: T. Robert S. Broughton and the Roman Republic (en inglés).
- Phang , Sar Elise (2008). Roman Military Service: Ideologies of Discipline in the Late Republic and Early Principate (en inglés). Cambridge University Press.
- Rankov , Boris (1994). The Praetorian Guard (en inglés). Osprey.
- Ross , C. F. (1911). «The Reconstruction of the Later Toga». American Journal of Archaeology (en inglés) 15 (1): 24-31. doi:10.2307/497243.
- Rothfus , M. A. (2010). «The Gens Togata: Changing Styles and Changing Identities». American Journal of Philology (en inglés) 131 (3): 425-452. JSTOR 40983354.
- Scheid , John (2003). An Introduction to Roman Religion (en inglés). Indiana University Press.
- Schilling , Robert (1992). «Roman Sacrifice».  En Bonnefoy, Yves, ed. Roman and European Mythologies (en inglés). University of Chicago Press. ISBN 9780226064550.
- Scullard , H. (2013) [1935]. A History of the Roman World: 753 to 146 BC (en inglés). Routledge.
- Sebesta , J. L. (1994a). «Symbolism in the Costume of the Roman Woman».  En Sebesta, J. L.; Bonfante, L., eds. The World of Roman Costume. Studies in Classics (en inglés). University of Wisconsin Press. pp. 46-53. ISBN 9780299138509.
- Sebesta , J. L. (1994b). «Tunica Ralla, Tunica Sprissa: The Colors and Textiles of Roman Costume».  En Sebesta, J. L.; Bonfante, L., eds. The World of Roman Costume. Studies in Classics (en inglés). University of Wisconsin Press. pp. 65-76. ISBN 9780299138509.
- Söderlind , M. (2002). Late Etruscan Votive Heads from Tessennano (en inglés). «L'Erma» di Bretschneider.
- Stone , S. (1994). «The Toga: From National to Ceremonial Costume».  En Sebesta, J. L.; Bonfante, L., eds. The World of Roman Costume. Studies in Classics (en inglés). University of Wisconsin Press. pp. 13-45. ISBN 9780299138509.
- Toynbee , J. M. C. (1996) [1971]. Death and Burial in the Roman World (en inglés). Johns Hopkins University Press. ISBN 9780801855078.
- Vout, Caroline (1996). «The Myth of the Toga: Understanding the History of Roman Dress». Greece & Rome (en inglés) 43 (2): 204-220. doi:10.1093/gr/43.2.204.
- Wickham , Chris (2009). The Inheritance of Rome (en inglés). Penguin Books. ISBN 978-0-670-02098-0.
- Wilson , Lillian M. (1924). The Roman Toga (en inglés). Johns Hopkins Press.
- Woolf , Greg (2000). Becoming Roman: The Origins of Provincial Civilization in Gaul (en inglés). Cambridge University Press. ISBN 978-0521789820.